# فرتون أبوكر عمر
فرتون أبوكر عمر (مواليد 3 أغسطس 1986  ) رياضية صومالية .

## سيرة شخصية
مثلت الصومال [الإنجليزية] في دورة الألعاب الأولمبية الصيفية لعام 2004 في أثينا ، على الرغم من أن بلدها كان بلا حكومة لمدة ثلاثة عشر عامًا في ذلك الوقت. شاركت في سباق 100 متر سيدات [الإنجليزية] ، وحصلت على المركز الأخير في تصفياتها ، مع ذلك حققت أفضل رقم شخصي لها وهو 14.29 ثانية.  كانت تبلغ من العمر 18 عامًا وقت الحدث.  لاحظت ESPN أنها كانت أول امرأة مسلمة على الإطلاق تمثل الصومال في أي دورة ألعاب أولمبية .